# Veronica Marsová (film)
Veronica Marsová (v anglickém originále Veronica Mars) je americký mysteriózní komediálně dramatický film z roku 2014, který natočil Rob Thomas, jenž je také společně s Diane Ruggiero autorem scénáře. Snímek navazuje na Thomasův televizní seriál Veronica Mars z let 2004–2007, v roce 2019 pak vznikla čtvrtá řada seriálu.
Film byl financován fanoušky přes kampaň na Kickstarteru, která proběhla od 13. března do 13. dubna 2013. Cílová částka dvou milionů dolarů byla vybrána již během prvních jedenácti hodin a do konce sbírky zaslalo 91 585 přispěvatelů celkem 5 702 153 dolarů. Natáčení celovečerního snímku, ve kterém se objevila většina hlavních postav ze seriálu, bylo zahájeno 17. června 2013 v Los Angeles a trvalo 23 dní. Dvě dodatečné scény byly nafilmovány v prosinci 2013. Celkový rozpočet činil 6 milionů dolarů. V lednu 2014 ohlásila televizní stanice The CW, která vysílala poslední řadu seriálu, že se připravuje webový spin-off, jehož osm dílů bylo pod názvem Play It Again, Dick zveřejněno během podzimu 2014.
Slavnostní premiéra filmu proběhla na filmovém festivalu South by Southwest dne 8. března 2014. V kinech byl snímek promítán od 14. března toho roku, přičemž od téhož dne byl za poplatek k dispozici i na internetu. Celosvětové tržby z kin dosáhly částky 3,5 milionů dolarů. Na DVD a BD byl vydán 6. května 2014, přičemž v prvních dvou týdnech činily tržby z prodeje v USA 2,2 miliony dolarů. V Česku měl snímek televizní premiéru 3. května 2015 na stanici HBO. České znění režíroval Marek Libert, titulní postavu nadabovala, stejně jako v seriálu, Kateřina Velebová.

## Příběh
Deset let po maturitě (a devět let po skončení seriálu) se Veronica Marsová, která si buduje v New Yorku úspěšnou právnickou kariéru, vrací do rodného kalifornského města Neptune. Zde chce pomoct svému kamarádovi Loganu Echollsovi očistit jeho jméno, neboť je podezřelý ze spáchání vraždy své přítelkyně. Veronica se v Neptune setká i se svými dalšími bývalými spolužáky a přáteli, ale také s protivníky a rovněž se svým otcem, který nadále pracuje jako soukromý detektiv.

## Obsazení
- Kristen Bell (český dabing: Kateřina Velebová) jako Veronica Marsová
- Jason Dohring (český dabing: Petr Burian) jako Logan Echolls
- Krysten Ritter (český dabing: Terezie Taberyová) jako Gia Goodmanová
- Ryan Hansen (český dabing: Filip Jančík) jako Dick Casablancas
- Francis Capra (český dabing: Martin Sobotka) jako Eli „Weevil“ Navarro
- Percy Daggs III (český dabing: Petr Neskusil) jako Wallace Fennel
- Gaby Hoffmann (český dabing: Marika Šoposká) jako Ruby Jetsonová
- Chris Lowell (český dabing: Jan Škvor) jako Stosh „Piz“ Piznarski
- Tina Majorino (český dabing: Marika Šoposká) jako Cindy „Mac“ Mackenzieová
- Jerry O'Connell (český dabing: Bohdan Tůma) jako šerif Dan Lamb
- Martin Starr (český dabing: Marek Libert) jako Stu „Cobb“ Cobbler
- Jamie Lee Curtis (český dabing: Petra Jindrová) jako Gayle Buckleyová
- Enrico Colantoni (český dabing: Ladislav Cigánek) jako Keith Mars
- Ken Marino (český dabing: Jiří Ployhar) jako Vinnie Van Lowe
- Max Greenfield (český dabing: Jiří Ployhar) jako Leo D'Amato
- Eddie Jemison (český dabing: Martin Sobotka) jako JC Borden